# 손돌목돈대
손돌목돈대는 조선 숙종5년(1679년)에 축조된 돈대로 덕진돈대와 함께 덕진진에 소속되어 있으며, 인천광역시 강화군 불은면 덕성리에 있다. 원래 돈대 중앙에 3칸의 무기고가 있었고, 포좌 3개가 있었다. 돈대 넓이는 778m2에 성곽 길이가 108m이다. 고종 8년 (1871년) 신미양요때 미국 해군과 치열한 백병전이 벌어졌던 현장이다.

## 같이 보기
- 덕진진